# Weifloden
Weifloden eller Wei He (kinesiska: 渭河, pinyin: Wèi Hé) är en flod i provinserna Gansu och  Shaanxi i nordvästra Kina som flyter från väst till öst och ut i Gula flodens mellersta lopp. Floden är Gula flodens största sidoflod. 
Weidalen var en av den kinesiska kulturens första vaggor. Här låg huvudstäder och kulturella nyckelstäder under en rad dynastier, som Qin-, Han- och Tang-dynastierna. I prefekturen Dingxi längst upp i dalen har en rad arkeologiska fynd lokaliserats som går tillbaka till flera tidiga stenålderskulturer.
Weis källa ligger i häradet Weiyuan (渭源, som betyder «Weis källa») i provinsen Gansu, mindre än 200 kilometer från Gula Floden nära Lanzhou. Men medan Gula floden gör en skarp nordlig sväng för att slå sin stora båge över Ordos så flyter Wei 818 kilometer sydöst och öst. Dess Avrinningsområde är 135.000 km². Luofloden och Jingfloden är viktiga bifloder till Weifloden.
Miljonstaden Xi'an är i dag den största staden i Weidalen.
Klimatet i området är fuktigt och subtropiskt. Årsmedeltemperaturen i trakten är 14 °C. Den varmaste månaden är juli, då medeltemperaturen är 27 °C, och den kallaste är januari, med 0 °C. Genomsnittlig årsnederbörd är 668 millimeter. Den regnigaste månaden är september, med i genomsnitt 143 mm nederbörd, och den torraste är december, med 1 mm nederbörd.